# 紀元前309年
紀元前309年（きげんぜん309ねん）は、ローマ暦の年である。
当時は、「ルキウス・パピリウス・クルソルが独裁官に就任した年」として知られていた（もしくは、それほど使われてはいないが、ローマ建国紀元445年）。紀年法として西暦（キリスト紀元）がヨーロッパで広く普及した中世時代初期以降、この年は紀元前309年と表記されるのが一般的となった。

## 他の紀年法
- 干支 : 壬子
- 日本
  - 皇紀352年
  - 孝安天皇84年
- 中国
  - 周 - 赧王6年
  - 秦 - 武王2年
  - 楚 - 懐王20年
  - 斉 - 宣王11年
  - 燕 - 昭王3年
  - 趙 - 武霊王17年
  - 魏 - 襄王10年
  - 韓 - 襄王3年
- 朝鮮
  - 檀紀2025年
- ベトナム :
- 仏滅紀元 : 236年
- ユダヤ暦 :

## できごと

### 小アジア
- プトレマイオス1世は自ら軍を率い、リュキア及びカリアの沿岸部をアンティゴノス1世から奪った。

### ギリシア
- カッサンドロスは、アレクサンドロス3世の未亡人ロクサネを長い間収監し、息子のアレクサンドロス4世とともに殺害した。
- アンティゴノス1世は、マケドニア王国の将軍、前摂政で、ペロポネソス半島の一部の支配を保っていたポリュペルコンとの友好関係を再構築しようとした。彼は、アレクサンドロス3世の非嫡出子であるヘラクレスをポリュペルコンの元に送り、条約を結んだ。
- ポリュペルコンは、2万人の歩兵と1000人の騎兵から構成される軍を何とか組織し、カッサンドロスの軍に臨んだが、カッサンドロスは、戦闘の代わりにポリュペルコンとの交渉を開始した。ポリュペルコンを自身の軍の将軍に迎え、ペロポネソス半島の総督にするという提案に対し、ポリュペルコンはヘラクレスへの忠誠を捨て、カッサンドロスについた。その結果、ポリュペルコンはヘラクレスとその母バルシネを殺害した。
- アレウス1世は祖父クレオメネス2世を継いでスパルタ王となった。
- アテナイで国勢調査が行われ、2万1000人の市民、1万人の外国人、4万人のその他の人々（女性、子供、奴隷）が住んでいることが分かった。

### カルタゴ
- アガトクレスは兄弟にシラクサの守備を続けさせながら、カルタゴを動揺させてシラクサの包囲を解かせるため、北アフリカに上陸し、キレナイカの支配者オフェラス（英語版）と条約を結んだ。その後、彼はカルタゴ市民を動揺させ、街をほぼ征服した。

### 共和政ローマ
- サムニウムは再び共和政ローマに反抗した。ルキウス・パピリウス・クルソルは2度目の独裁官に任命され、サムニウムとの戦いで完勝した。

### 中国
- 秦が初めて丞相を置き、樗里疾が右丞相となった。
- 秦が古蜀を征服した直後、彼らは古蜀の技術者を雇い、現在でも使われている冠県の灌漑システムを作った。

## 死去
- ロクサネ - アレクサンドロス3世の妻
- アレクサンドロス4世 - マケドニア王（紀元前323年生）
- ヘラクレス - アレクサンドロス3世の非嫡出子（紀元前327年生）
- クレオメネス2世 - スパルタ王
- 張儀 - 秦の戦略家